# VHS-Bildungswerk
Die VHS-Bildungswerk GmbH ist ein gemeinnütziger Bildungsdienstleister mit Hauptsitz in Magdeburg. An mehr als 20 Standorten in Brandenburg, Sachsen-Anhalt und Thüringen beschäftigt das Unternehmen derzeit knapp 500 Mitarbeiter in den Kernbereichen Berufsorientierung, Berufsvorbereitung, berufliche Aus- und Weiterbildung, Beschäftigung und Qualifizierung. Darüber hinaus setzt das Unternehmen einen weiteren Schwerpunkt in die Kinder- und Jugendhilfe.
Das VHS-Bildungswerk wurde als Tochtergesellschaft des Bildungswerks Niedersächsischer Volkshochschulen 1990 gegründet. Es ist heute ein Beteiligungsunternehmen der DAA-Stiftung Bildung und Beruf und Mitglied im Allgemeinen Arbeitgeberverband der Wirtschaft für Sachsen-Anhalt e.V. und im Bundesverband mittelständischer Wirtschaft (BVMW). In allen drei Bundesländern besteht zudem die Anerkennung als Träger der freien Jugendhilfe.